# Сейшельская летучая лисица
Сейшельская летучая лисица (лат. Pteropus seychellensis) — вид рукокрылых из семейства крылановых.
Вид распространён на Сейшельских, Коморских островах и островах Мафия и Силуэт. Он является важным компонентом экосистем для островов, рассеивая семена многих видов деревьев. Несмотря на то, что на сейшельских летучих лисиц охотились на некоторых островах ради мяса, они по-прежнему многочисленны.